# Свист

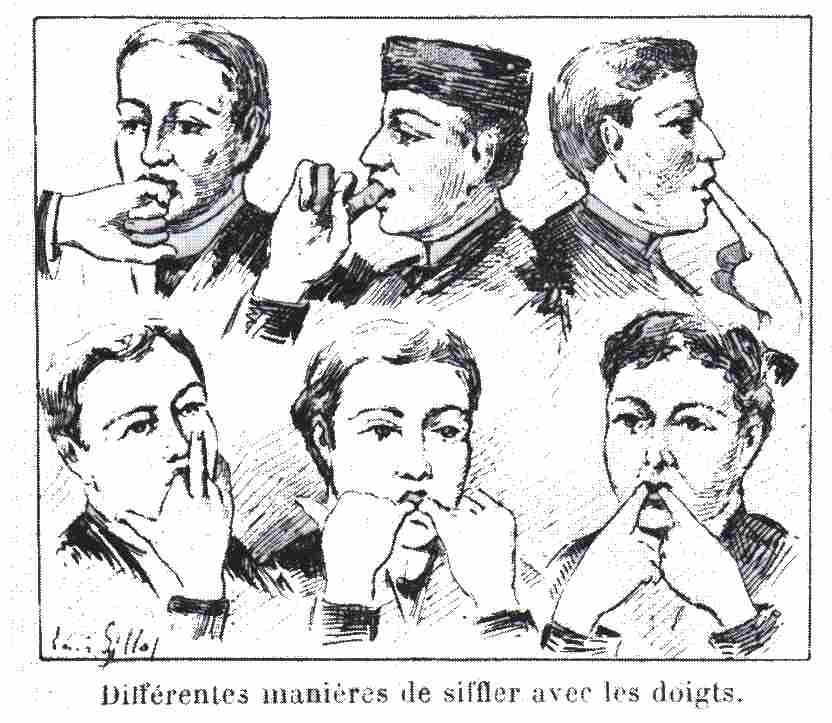
Рисунок использования пальцев человеком для свиста, 1893 год

Свист — характерный высокий звук, возникающий при прохождении потока воздуха сквозь узкое отверстие.

## Общая информация
Свист используют животные (в основном, птицы) и человек для различных целей. Есть, например, свистящий язык; свист часто используется как одобрение или осуждение; как сообщение об опасности (сигнал), призыв на помощь; как сигнал начала и остановки спортивной игры; для выражения эмоций спортивными болельщиками и так далее. Как сигнал свист известен с древнейших времён, например, в «Илиаде», песнь X, стих 502, читаем:

Свистнул потом Одиссей, подавая знак Диомеду.

Музыкальное и техническое приспособление для свиста называется свистулька, свисток. Существуют специальные ультразвуковые свистки, неслышимые для человека, которые используются для отдачи бесшумных команд собаке.
Без свистка человек может издать свист, выдувая воздух сквозь сложенные трубочкой губы, сквозь отверстие, возникающее между нёбом и приложенными к языку пальцами или через зубы. Некоторые животные также способны издавать свист.
При помощи свиста можно исполнять мелодии; в этом случае говорят о художественном свисте. Художественному свисту обучают в некоторых музыкальных школах и студиях.
Соответствующие звуки (вследствие прохождения потока воздуха через узкое отверстие) могут возникать при выпускании газов (человек, испускающий газы в музыкальной манере — метеорист) и отрыжке.

## В культуре
- Свистуны являются героями народных сказок (например, Соловей-разбойник). Они также вошли в поговорки и пословицы (например, «свистунов — на мороз»).
- В России и Украине существует примета, что свист в своём доме может привести к отсутствию денег.
- В Финляндии свист — это знак дружеского приветствия в неформальной обстановке. В России свист имеет схожее, но более негативное значение, так как используется у маргиналов и поэтому называется «разбойничим».
- Также в России свист — одна из форм выражения недовольства на массовых мероприятиях (освистывание)[источник не указан 1323 дня].